# Målagölen (Åseda socken, Småland)
Målagölen är en sjö i Uppvidinge kommun i Småland och ingår i Alsteråns huvudavrinningsområde.